# Halk Kirke
Halk kirke, tidligt indviet til Sankt Jakob, er rejst af granitkvadre og munkesten og fremstår som en blytækket, hvidkalket, romansk kirkebygning med tårn ved korets østmur og omgivet af kirkegård, indhegnet med kampestensdiger, bortset fra vestsiden, der støder op til en lille skov.

## Kirkebygningen
Kirkebygningen består af romansk kor og skib samt vestforlængelse, tårn ved korets østgavl med sakristi og tårntrappe på nordsiden, kapel og våbenhus i syd, alle gotiske, og et gravkapel fra 1792 foran skibets norddør.
- Tårn og sakristi
- Kig mod øst gennem hovedskibet
- Detalje hovedskib, hvælv og buer
- Kig ind i sakristiet

## Oprindelige bygning
Den romanske del af kirken, kor og skib, er opført i 1200-tallet. Det langstrakte kor er kun lidt smallere end skibet og er rejst af store, veltildannede granitkvadre. Af oprindelige enkeltheder er kun skibets to døre bevaret, den søndre i brug og den nordre delvis tilmuret.

## Ændringer og tilføjelser
Gangen i de gotiske byggearbejder, der sikkert alle skal henledes til tiden efter 1400, lader sig ikke fastslå med sikkerhed, men det er sandsynligt, at det ældste blandt disse arbejder er overhvælving af den romanske kirke i forbindelse med opførelsen af en vestlig forlængelse af skibet; derefter fulgte antagelig tårnet og det på nordsiden liggende sakristi.
- Sakristi på nordside af tårnet.

Korets to uens brede hvælvinger, hhv. en østre ottedelt og en smal vestre seksdelt, synes samtidige med det store kapel i syd, og hvis ikke koret har haft ældre hvælv, der er blevet nedrevet ved de store byggearbejder i øst, må man tænke sig, at hele byggeriet er sket etapevis efter en forudlagt plan, der også har omfattet skibets hvælv. Våbenhuset foran skibets syddør er sikkert nogenlunde samtidigt med sydkapellet, men er stærkt ombygget i renæssancetiden og senere.

## Skibets vestforlængelse og hvælvinger
Forlængelsen består af kvadre og munkesten i polsk skifte. Taggavlen har i fodlinien to savskifter under et svagt forsænket blændingsbånd og derover rester af tre højblændinger flankeret af to cirkelblændinger. De nuværende blændingsafslutninger (vistnok fra 1882) efterligner de sydlige tilbygningers. Gennem en fladbuet, falset dør, anbragt i et lille murfremspring indvendig i nordmurens vestre del, er der ad en snæver trappe adgang til skibets tagrum; trappen har retkantet spindel, løbermuret skakt og loft af fladbuede, udkragede binderstik, og der er intet som tyder på, at der har været planlagt tårn over vestenden.
Forlængelsens hvælv har vederlag i murene, skibets tre andre hvælv hviler på mærkeligt afrundede, hist og her falsede piller og svagt tilspidsede skjold- og gjordbuer. Alle ribber er halvsten brede, i de to vestfag retkantede, i de de to østfag, som er forsynet med en rund, svagt nedhængende slutsten af granit, derimod med skarprygget trekløverprofil; ingen overribber.

### Baggrund for vestforlængelser
Om årsagen til at mange kirker blev udvidet med vestforlængelser i 1400-tallet, er der peget på, at der i senmiddelalderen indtrådte en alvorlig krise i landbruget på de sandede jorder vest for israndslinjen. En forværring af klimaet med større nedbørsmængder tvang beboerne til at opgive agerdyrkningen og resultatet blev, at landet sprang i lyng. I egnene mod øst, var der derimod tale om en bebyggelsesfremgang på den gode jord. Nye bosættelser skød op, og de bestående landsbyer og købstæder blev udvidet. 

## Tårnet
Tårnet, er ligesom ved kirkerne i Stepping, Grarup og et par andre sogne, placeret øst for koret og opført af munkesten. Tårnrummet, der i dag tjener som kor, har i øst et højtsiddende, fladbuet, blændet vindue og i nord ved siden af døren til sakristiet, en dyb fladbuet blænding og i syd en ganske lille retkantet niche. Rummet dækkes af en samtidig krydshvælving, der ligner skibets to østre hvælv. Trappen er anbragt i nordmur med lille fremspring.

## Sydkapellet
Sydkapellet er fra omkring 1500, har på de tre udvendige sider liséndelte blændinger. Taggavlen har over et fladt blændingsbånd nbi højblændinger flankeret af to cirkelblændinger samt elleve kamtakker. Det indre, som åbner sig til koret med en bred, fladtrykt rundbuet arkade, har ottedelt ribbehvævl.

## Våbenhus
Våbenhuset har rundbuet, falset dør i syd og gavlen herover båndblænding, savskifte og syv højblændinger svarende til kapellets. I sydvesthjørnet af det fladloftede indre er der rester af en med våbenhuset samtidig hjørnekamin, men kun vangerne er bevaret.
En urskive i våbenhuset har tidligere været anbragt i topfeltet på altertavlen.

## Gravkapel
Gravkapeller foran skibets norddør er opført omkring 1792. Den lille beskedne bygning er rejst af små, gule sten. I taggavlen er der et halvcirkulært vindue og i øst en fladbuet falset dør, som næppe er oprindelig. Det indre er uden egentligt loft, men har måske tidligere haft hvælving.

## Reparationer
På tårnets nordside angiver jernankre årstallet 1686, i hvilket år der skulle være foretaget reparationer bl.a. ved tårnet. 1750 blev tårnets sydside skalmuret og forsynet med jernankre. Iflg. regnskab istandsattes kirkens indre i 1762-63 og i 1820 udførtes hovedreparation.
Om 1700-tallets blytagsreparationer minder mange initialer og årstal på blytagene: På sakristiets østside IISABKW og HTSKW. På våbenhusets østside: HTSKI og HAL. På skibets nordside: HIDP, HFKW, IIKW. På korets nordside: HPP, IINBKV og IISKV.
Tagværkerne over kor, skib og tårn er middelalderlige, af eg, men stærkt supplerede, bl.a. tårnet i 1726,
Kirken har sorttjæret sokkel, hvidkalkede mure, vandret sugfjæl og blytag. Alle vinduer er fladbuede med trækarme.
1793 betaltes for to vindfløje til tårnet. I dag kun en tilbage formet som et dragehoved, hvori der er udstandset 1846 og CAFR under krone.
Der indkøbtes i 1838 et solur til sydkapellet.
De nuværende vinduer stammer formentlig fra hovedistandsættelsen i 1820. 

## Alterbord
Alterbordet er gotisk, muret hovedsaglig af munkesten og overpudset og dækket af et panel fra 1943. Bordet dækkes af en poleret kalkstensplade.

## Altertavle
Altertavlen er en smuk kombination af dele af en sengotisk altertavle, som er indsat i en senrenæssanceramme fra omkring 1640. Hovedfeltet er Golgata, som flankeres af fire statuetter: Anna Selvtredje, Christoforus, Jakob den ældre og Antonius. I sidefelterne ses Isaks Ofring og Kobberslangen. Øverst ses Kristi Himmelfart, og under hovedfeltet ses en nadverfremstilling. Ved siden af alterbordet ses malerier af de fire evangelister.
Medens staferingen af tavlens midterfelt, Isaks ofring, Kobberslangen, og nadverbilleder hidrører fra Benjamin Richter, er himmelfartsbilledet jævnaldrende med renæssancerammen. I århundrede var dette billede gemt bag en urskive, men er altså igen kommet til ære og værdighed.
- Altertavlen
- Altertavle, detalje
- Den sidste nadver på altertavlen
- Himmelfartscenen på topstykket af altertavlen

## Prædikestol
Prædikestolen er en af de ældste i Sønderjylland og bærer på to steder årstallet 1559. Felterne er smykkede med akantusværk i ungrenæssance og på hjørnerne står volutsmykkede kandelabersøjler og i opgangspanelet sidder foldeværksfyldninger. Himlen er fra 1621 med hængeornamenter fra 1768.
- Prædikestolen

## Døbefont og dåbsfad
- Døbefonten er et gotisk malmstøberarbejde, hvilende på evangelistfigurer med relieffer og minuskelindskrift, støbt 1491 af Peter Hansen i Flensborg.
- Dåbsfadet Med Maria bebudelse er fra 1606.

- Døbefonten

## Middelalderinventar
Af middelalderinventar kan fremhæves:
- En meget smuk siddende Maria med Jesusbarnet fra ca. 1275.
- Fra samme tid er et korbuekrucifiks med sidefigurer, hvor Maria er oprindelig, mens Johannes er fra 1400-tallet.
- En baldakintavle med den tronende og velsignende Kristus fra ca. 1400.
- En gruppe bestående af en Ecclesiafremstilling i midten, til venstre Maria med Kristus og til højre Erasmus i gryden fra første del af 1400-tallet. Ecclesia-figurerne hører imidlertid oprindelig sammen med en for længst forsvundet Synagoge-figur til korbuekrucifiksgruppen, hvor Ecclesias plads var ved jomfru Maria side og Synagogens plads var ved Johannes' side. [2]
- En fuldstændig fløjtavle fra ca. 1500 med udskårne figurer Sankt Jørgen og dragen og 12 nødhjælpere i fløjene og et smukt maleri på fodstykket. Fodstykket og overstykket hører formentlig ikke til skabet, men begge stykker står godt til skabet. [2]
- Et processionskrucifiks er fra første fjerdedel af 1500-tallet.

- Maria med Jesusbarnet
- Korbuekrucifiks
- Baldakintavle

- Ecclesia i midten, til venstre Maria med Kristus og til højre Erasmus i gryden
- Fløjtavle
- Processionskrucifiks

## Orgel
Det nuværende Orgel, et "Marcussen & Søn", 18 stemmer, blev taget i brug i 1981. Det er det femte i rækken. Det er troligt, at kirkens første orgel blev ødelagt af udenlandske landsknægte i 1658-59, Der vides intet om nr. 2 udover, at det i 1795 blev afløst af et orgel, bygget i Flensborg. Dette stod indtil 1895, hvor det nu 'gamle' orgel blev bygget af Marcussen & Søn. Orgelfacaden er udarbejdet af arkitekt Rolf Graae, København. Farvesætningen skyldes kunstmaler Ingolf Røjbæk.
- Orglet, nærbillede
- Orglet set fra skibet

## Andet inventar
Klingpung fra 1870, nuværende salmenummertavler fra 1900-tallet, sejerværk tidligere end 1759 og klokke fra 1722.
- Klingpung i Halk Kirke
- Detalje Klingpung i Halk Kirke
- Salmetavler i Halk Kirke

## Gravminder
I skibets østhjørne ses ophængt en kårde, to armskinner og tidligere en lille parerstang, som har givet anledning til et sagn om en kadet fra gården Beierholm, som havde dræbt en bonde og derfor blev dømt fredløs.
- Kårde og armskinner

I våbenhus opstillet nogle gravsten.
I 1931 blev ti sorte kister fjernet fra gravkapellet og nedsat i en fællesgrav på kirkegårdens sydøsthjørne.

### Sagn
Et genfærd, en kadet fra den gamle frigård Beierholm, rider om natten ved Halk Kirke. Han dræbte engang en bonde med sit spyd, fordi denne pløjede marker en langfredag. Til straf måtte kadetten afgive sine våben til kirken, og han kendtes fredløs en tid. Våbnene hænger – som ovenfor nævnt – stadig i kirken og ved påsketid kan man møde kadettens genfærd på vejen.